# المحفد السافل (يريم)

تعديل مصدري - تعديل

المحفد السافل محلة تابعة لقرية المحفد، التابعة لعزلة خودان بمديرية يريم إحدى مديريات محافظة إب في الجمهورية اليمنية.، بلغ تعداد سكانها 191 حسب تعداد اليمن لعام 2004.